# کونکی (داغستان)
کونکی (به لاتین: Kunki) یک منطقهٔ مسکونی در روسیه است که در شهرستان داخادایفسکی واقع شده‌است.